# Chorisoneura fuscipennis
Chorisoneura fuscipennis är en kackerlacksart som beskrevs av Morgan Hebard 1920. Chorisoneura fuscipennis ingår i släktet Chorisoneura och familjen småkackerlackor. Inga underarter finns listade i Catalogue of Life.